# تركي بن ناصر بن عبد العزيز آل سعود
الأمير تركي بن ناصر بن عبد العزيز آل سعود (14 أبريل 1948 - 30 يناير 2021) الابن السابع من أبناء الأمير ناصر بن عبد العزيز آل سعود ووالدته هي الأميرة موضي بنت أحمد بن محمد السديري.

## عن حياته
ولد الأمير تركي بن ناصر بن عبد العزيز آل سعود في الرياض في1 رجب 1368 هـ الموافق 14 أبريل 1948 ويحمل إجازة ماجستير علوم سياسية، وهو من كبار رجال الأعمال وأكثرهم ثروة.

## المناصب التي شغلها

### المناصب العسكرية
- ضابط طيار بقاعدة الملك عبد العزيز الجوية. (1966 - 1975)
- قائد وحدة التدريب الانتقالي. (1975 - 1976)
- قائد السرب الثالث عشر في قاعدة الملك عبد العزيز الجوية. (1976 - 1978)
- قائد جناح الطيران الثالث. (1978 - 1984)
- قائد قاعدة الملك عبد العزيز الجوية.[6] (1984 - 1996)
- ضابط مشروع اليمامة. 1989
- رئيس مشروع درع السلام. 1994
- رئيس مشروع صقر السلام. 1994
- رئيس هيئة عمليات الإعارة بالقوات الجوية الملكية السعودية. 1994
- نائب قائد القوات الجوية الملكية السعودية.[7] (1996 - 2000)
- رئيس اللجنة التنفيذية لمشروع اليمامة. 1997
- الفريق الركن والمستشار الخاص لوزير الدفاع والطيران والمفتش العام. [8] (2000 - 2001)

### المناصب المدنية
- الرئيس العام للأرصاد وحماية البيئة بمرتبة وزير.[9][10] (2001 - 2013)
- رئيس مجلس إدارة جمعية البيئة السعودية.[11][12] (2006 - 2014) ومن ثم أصبح رئيساً شرفياً لها.[13]
- رئيس المكتب التنفيذي لمجلس الوزراء العرب المسؤولين عن شؤون البيئة.[14][15]

### المناصب التطوعية
- رئيس مجلس إدارة الجمعية السعودية الخيرية للتوحد.[16][17]
- رئيس أعضاء مجلس أمناء مركز البيئة والتنمية للإقليم العربي وأوروبا.[18]
- رئيس المكتب التنفيذي الإسلامي للبيئة.[19]

### المناصب الرياضية
- رئيس هيئة أعضاء شرف نادي النصر السعودي.[20][21] (2008 - 2016).
- الرئيس الفخري لنادي القادسية السعودي.[22][23]
- نائب الرئيس العام لرعاية الشاب (بالتكليف لفترة معينة) أثناء فترة رئاسة الأمير فيصل بن فهد بن عبدالعزيز آل سعود.

## الدورات التي حصل عليها
- دورة أسلحة اعتراضية بريطانيا عام (1393هـ - 1973م)
- دورة مدرس طيران بريطانيا عام (1393هـ - 1973م)
- دورة دراسية للحساب والهندسة بريطانيا عام (1394هـ - 1974م)
- دورة القيادة والأركان بريطانيا عام (1397هـ - 1977م)
- دورة كلية الحرب في الولايات المتحدة (1981م) وحصل على درجة الماجيستير في العلوم السياسية.
- دورة تأهيل على طائرات (اف 15) مدتها (6 أسابيع) في الولايات المتحدة عام (1402هـ - 1982م)
- دورة على طائرات التورنيدو الدفاعية بريطانيا عام (1409هـ - 1989م)
- بالإضافة إلى دورات الطيران وعددها (6) دورات داخل المملكة (Lightning, Tornado IDS F-86, T-33, T-38, F-5) * عمل طيار عمليات على عدة طائرات (Tornado ADV, Hawk and F-15) 10- كذلك عمل على رحلات تقييم وتعريف على خمس أنواع طائرات (Cougar, Rafael, F-16, F-15, and F-14)
- دورة الحفاظ على الأمن الدولي في واشنطن بوجود الراحل صدام حسين وعدد من الشخصيات الهامة.

## الأوسمة والأنواط التي حصل عليها
- وسام الملك عبد العزيز (درجة الأولى).
- وسام تحرير الكويت.
- وسام نجمة الامتياز العسكري الباكستاني.
- وسام الاستحقاق الأمريكي من درجة قائد (نوط الجدارة).
- وسام الاستحقاق الوطني بدرجة قائد من القوات الفرنسية.
- وسام الشرف الفرنسي (درجة فارس).
- ميدالية الصقر للطيران (درجة أولى).
- ميدالية الصقر للطيران (درجة ثانية).
- ميدالية الحرم.
- نوط تحرير الكويت.
- نوط الخدمة (30 سنة).
- نوط القيادة.
- نوط المعركة.
- نوط المعلم.
- نوط الإتقان.
- نوط درع الجزيرة.
- نوط الإدارة.
- نوط الأمن.
- نوط الذكرى المئوية.

## أسرته

### الزوجة
الأميرة نورة بنت سلطان بن عبدالعزيز آل سعود.

### الأبناء
- الأمير فيصل بن تركي بن ناصر بن عبد العزيز آل سعود
- الأميرة عبير بنت تركي بن ناصر بن عبد العزيز آل سعود. مطلقة من الأمير عبد العزيز بن عبد الله بن عبد العزيز آل سعود، ولها من الأبناء الأمير عبد الله، الأمير خالد، والأميرة سدين
- الأميرة أريج بنت تركي بن ناصر بن عبد العزيز آل سعود. متزوجة من الأمير تركي بن عبد العزيز بن ثنيان آل سعود
- الأميرة لمياء بنت تركي بن ناصر بن عبد العزيز آل سعود.
- الأميرة ريما بنت تركي بن ناصر بن عبد العزيز آل سعود. متزوجة من الأمير فهد بن فيصل بن عبد العزيز آل سعود
- الأميرة هيفاء بنت تركي بن ناصر بن عبد العزيز آل سعود.
- الأمير عبد الله بن تركي بن ناصر بن عبد العزيز آل سعود (رئيس مجلس إدارة عرباسكو)